# Longnes, Sarthe
Longnes är en kommun i departementet Sarthe i regionen Pays de la Loire i nordvästra Frankrike. Kommunen ligger i kantonen Loué som tillhör arrondissementet La Flèche. År 2022 hade Longnes 295 invånare.

## Befolkningsutveckling
Antalet invånare i kommunen Longnes
| Referens: INSEE |